# بهاران‌شهر
بهاران‌شهر یکی از شهرهای بخش پیربکران شهرستان فلاورجان  در مرکز ایران است. این شهر از طریق شهر ابریشم متصل به شهر اصفهان  و منطقه ۱۳ اصفهان است.
شهر جدید بهاران از ترکیب چند روستا بصورت یک مجموعه تشکیل شده است که عبارتند از: باغکومه،سهلوان ،اجگرد،حبیب آباد و آب نیل که بعد از گذشت از شهر کلیشاد و سودرجان به سمت چهارراه آب نیل در سمت راست جاده ای شهر قابل رویت است. این شهر به علت داشتن خاک حاصل خیز و ساحل زاینده رود دارای مجموعه ویلا و باغ های فراوان است.این شهر با جمعیت ۱۱،۲۸۴ نفر (۱۳۹۵) در بخش پیربکران شهرستان فلاورجان قرار دارد.
طرح توسعه شهری در این شهر با هدف جذب بیشتر مردم برای زندگی در این منطقه خوش آب و هوا از سال 1401 آغاز شده است.